# Zapadnobaltički jezici
Zapadnobaltički jezici (privatni kod: wbal), zapadni ogranak baltičkih jezika, indoeuropska porodica. Obuhvaća jezike pruski [prg], galindski [xgl], kuronski [xcu], skalvijski [svx] i sudovijski ili jatvinški [xsv].
Svi su ovi jezici izumrli. 

## Vanjske poveznice
- Ethnologue (14th)
- Ethnologue (15th)
- Ethnologue (16th)